# Pouteria celebica
Pouteria celebica är en tvåhjärtbladig växtart som beskrevs av Erlee. Pouteria celebica ingår i släktet Pouteria och familjen Sapotaceae. Inga underarter finns listade i Catalogue of Life.